# Аспирос Коста, Карлос Альфонсо
Карлос Альфонсо Аспирос Коста (исп. Carlos Alfonso Azpiroz Costa; род. 30 октября 1956, Буэнос-Айрес) — аргентинский прелат Римской католической церкви, архиепископ Баия-Бланки (с 2017).

## Биография
Родился 30 октября 1956 года в Буэнос-Айресе, Аргентина. Изучал гражданское право в Католическом университете Аргентины, а 1 марта 1980 года вступил в монашеский орден доминиканцев. В дальнейшем он завершил образование в области философии и богословия, получив степень бакалавра философии в Северном университете Святого Фомы Аквинского и степень бакалавра богословия в Католическом университете Аргентины. 8 августа 1986 года кардинал Эдуардо Франсиско Пиронио рукоположил его в сан диакона. 14 августа 1987 года он был рукоположен в священники.
В сентябре 1989 года он был отправлен в Рим для изучения канонического права в Папском университете Святого Фомы Аквинского, где он проживал в монастыре базилики Святой Сабины. В 1997 году он был назначен генеральным прокурором доминиканского ордена магистром ордена проповедников Тимоти Рэдклиффом.
3 ноября 2015 года он начал работать в архиепархии Баия-Бланки и 22 декабря того же года он был рукоположен в сан епископа главой архиепархии Гильермо Хосе Гарлатти. 12 июля 2017 года Гарлатти ушёл в отставку по возрасту, и Аспирос Коста сменил его на посту.